# 陈履生
陈履生（1956年6月—2025年5月29日），江苏扬中人，中华人民共和国画家、美术史家、研究员，澳门城市大学艺术学特聘教授，原中国国家博物馆副馆长。

## 生平
1982年，陈履生自南京艺术学院美术系毕业。1985年，自南京艺术学院美术系美术历史及理论专业研究生毕业，获硕士学位。在校期间两次获刘海粟奖学金。1985年被分配到人民美术出版社，历任古典美术编辑室编辑、主任。2002年调到中国画研究院任研究部主任、研究员。2004年调到中国美术馆任学术一部主任，《中国美术馆》月刊常务副主编。2010年调到中国国家博物馆任馆长助理。同年起至2016年任副馆长。他还兼任中国美术家协会理事、理论委员会副主任，北京美术家协会副主席、中国画艺委会副主任，中国汉画学会常务副会长，北京文艺评论家协会副主席，北京博物馆学会副理事长，全国文物与博物馆专业学位研究生教育指导委员会委员，中国画学会常务理事，齐白石艺术国际研究中心学术委员会主任，澳门城市大学特聘教授，南京艺术学院、广州美术学院、吉首大学、中央民族大学美术学院、台湾师范大学客座教授。2021年3月21日担任中国科学技术大学博物馆馆长。

## 艺术成就
陈履生长期研究美术史及美术理论，并从事美术批评、美术创作，擅作中国画。曾获中央美术学院首届“张安治教授美术史论奖学基金”，“北京市文联2001年文艺评论二等奖”，《文艺报》2005年“年度理论创新”奖，第十六届中国新闻奖报纸副刊作品复评暨“2005全国报纸副刊作品年赛”银奖，文化部2006年优秀专家称号，第五届北京中青年文艺工作者德艺双馨奖。多次在国内外举办个人画展。作品曾入选当代水墨新人奖，曾获“牡丹杯”国际书画大奖赛优秀作品奖。在江苏省常州市西太湖畔雅集园内建有私人博物馆“油灯博物馆”。

## 著作
陈履生出版著作（含编著）50多种，包括《以“艺术”的名义》、《神画主神研究》、《新中国美术图史1949-1966》、《革命的时代：延安以来的主题创作研究》等。出版个人画集5种、文集2种。发表论文数百篇。